# Анналы святого Михаила Бамбергского
Анналы святого Михаила Бамбергского (лат. Annales Sancti Michaelis Babenbergensis) — небольшие анналы, составленные в бамбергском монастыре св. Михаила. Охватывают период с 1066 по 1160 гг. Содержат главным образом сведения по истории монастыря и несколько заметок по общей истории Священной Римской империи.

## Издания
- Annales Sancti Michaelis Babenbergensis // MGH, SS. Bd. V. Hannover. 1844, p. 9-10[1].

## Переводы на русский язык
- Анналы святого Михаила Бамбергского в переводе И. В.  Дьяконова на сайте Восточная литература